# Olof Traung
Sven Olof Teodor Traung, född 8 augusti 1888 i Arvika församling, död 25 april 1958 i Säve församling, var en svensk museiman och författare, som ibland skrev under pseudonymen Sam Ritzler.

## Biografi
Traung var till sjöss 1902–1907, avlade sjökaptensexamen 1908, blev reservofficer 1909 och bedrev studier vid British Museum 1909–1910. Tiden 1911–1915 var han överlärare och chef för Sjömannasällskapets skolfartyg Benjamin. Traung var medarbetare i Svenska Dagbladet 1911–1914 och blev 1915 föreståndare för Sjöfartsmuseet och verkställande direktör för AB Nautic. Under Göteborgsutställningen 1923 var han chef för sjöfartsavdelningen. 
Traung var ledamot i styrelsen för Sjöfartsmuseet och Broströmska donationen. Han var scout och ordförande i Göteborgs Sjöscoutkår åren 1928–1933 samt därefter hedersordförande i föreningen fram till sin död. Traung var stormästare i Svarta Örns Orden 1932–1958. 
Traung invaldes som korresponderade ledamot av Örlogsmannasällskapet 1948. Han blev riddare av Vasaorden 1923 och av Nordstjärneorden 1941 samt kommendör av Vasaorden 1953. För sina insatser vid  Sjöfartsmuseet mottog Traung Göteborgs stads förtjänsttecken den 3 juni 1949.
Olof Traung var son till skeppsredaren Theodor Traung och Elin Tenow samt morbror till kokboksförfattaren Pernilla Tunberger. Från 1917 var han gift med sjuksköterskan Ellen Högström, dotter till kapten Fredrik Högström och Lili Folmer. De var föräldrar till Jan-Olof Traung. Makarna Traung är begravna på Säve kyrkogård.

### Utgivare
- Döden i vitögat : Två och tjugo kända svenska sjömäns märkligaste äventyr till sjöss / samlade av Olof Traung. Stockholm: Dahlberg. 1914. Libris 1632701
- Dan Broström 1870 1/2 1920 : Några kapitel sjöfartshistoria utg. med anledning av 50-årsdagen. Göteborg: Wald. Zachrisson. 1920. Libris 1650220
- Rederiaktiebolaget Svenska Lloyd med införlivade och anslutna bolag 1869-1919 : minnesskrift  / [redigerad av Olof Traung]. Göteborg. 1920. Libris 1657476
- Ostindiska compagniets minnesutställning, Lisebergs kongresshall, Göteborg 15 aug.-15 sep 1931 : strödda anteckningar om compagniet och sjöfarten under senaste 200 åren jämte meddelanden om utställningsföremålen / redigerade av Olof Traung. Göteborg: Sjöfartsmuseet. 1931. Libris 9641517
- Fiskpropagandaboken 1935 : jämte katalog för Fiskpropagandautställningen 27 april-12 maj 1935 / redigeringen verkställd av Olof Traung. Göteborg: Sjöfartsmuseets förl. 1935. Libris 1354051
- Hugo Hammar 1864 4/3 1939 : jubileumsskrift utg. av Sjöfartsmuseet i Göteborg  : [redigerad av Olof Traung]. Göteborg. 1939. Libris 2686286
- Herbert Jacobsson 1878 30/11 1948  : festskrift / [redigeringen är verkställd av Olof Traung]. Göteborg: Sjöfartsmuseet. 1948. Libris 1261116
- Navigationsskolornas historia : minnesskrift utgiven med anledning av de statliga skolornas 100-åriga tillvaro / under redaktion av Olof Traung. Göteborg: Sjöfartsmuseet. 1941. Libris 1411652
- Tor E. J:son Broström : 1895 6/6 1955  : festskrift / [redigerad av Olof Traung]. Göteborg: Sjöfartsmuseet. 1955. Libris 1435495